# Liste der Kulturdenkmäler in Schönau (Pfalz)
In der Liste der Kulturdenkmäler in Schönau (Pfalz) sind alle Kulturdenkmäler der rheinland-pfälzischen Ortsgemeinde Schönau (Pfalz) aufgeführt. Grundlage ist die Denkmalliste des Landes Rheinland-Pfalz (Stand: 14. Dezember 2023).

## Denkmalzonen
| Bezeichnung                  | Lage                    | Baujahr                  | Beschreibung | Bild                           |
| ---------------------------- | ----------------------- | ------------------------ | --- | ------------------------------ |
| Denkmalzone Burg Blumenstein | westlich des Ortes Lage | 13. Jahrhundert          | vermutlich im 13. Jahrhundert gegründet, 1535 zerstört, 1707 notdürftig instand gesetzt; in drei Zonen aufgebaut, obere Burg: Brunnenschacht, mittlere Burg: Schildmauer, Felsenkammer, von der unteren Burg nur Balkenlöcher in der Felswand erhalten                                          | weitere Bilder Fotos hochladen |
| Denkmalzone Wegelnburg       | östlich des Ortes Lage  | 12. oder 13. Jahrhundert | im 12. oder 13. Jahrhundert gegründet, ursprünglich Reichburg, 1689 zerstört; in drei Zonen an und auf steilem Burgfelsen gebaut, in der unteren und mittleren Burg Reste von Toren, Gebäuden und einer Ringmauer, von der Oberburg große Felskammer und Verkleidung mit Buckelquadern erhalten | weitere Bilder Fotos hochladen |

## Einzeldenkmäler
| Bezeichnung                         | Lage                                       | Baujahr                                       | Beschreibung | Bild                           |
| ----------------------------------- | ------------------------------------------ | --------------------------------------------- | --- | ------------------------------ |
| Wohnhaus                            | Am Köpfel 7 Lage                           |                                               | Fachwerkhaus, teilweise massiv | Fotos hochladen                |
| Katholische Pfarrkirche St. Michael | Bergstraße 7 Lage                          | 1840–42                                       | fünfachsiger Saalbau, 1840–42, Architekt August von Voit; Sandsteintreppenaufgang                                                   | weitere Bilder Fotos hochladen |
| Friedhofskreuz                      | Bergstraße, bei Nr. 7 Lage                 | Mitte des 19. Jahrhunderts                    | Friedhofskreuz, Sandstein, Metallkorpus, Mitte des 19. Jahrhunderts                                                                 | BW                             |
| Gienanth-Haus                       | Gebüger Straße 4/6 Lage                    | 1839                                          | ehemaliges Schul- und Rathaus; zwölfachsiger klassizistischer Bau, bezeichnet 1839; Nebengebäude mit Stallungen und Spritzenhaus    | weitere Bilder Fotos hochladen |
| Brunnen                             | Hauptstraße, Ecke Wegelnburger Straße Lage | 1880                                          | Laufbrunnen, bezeichnet 1880 | Fotos hochladen                |
| Wohnhaus                            | Hauptstraße 6 Lage                         | Mitte oder zweite Hälfte des 18. Jahrhunderts | eingeschossiges Fachwerkhaus auf hohem Kellersockel, Mitte oder zweite Hälfte des 18. Jahrhunderts                                  | Fotos hochladen                |
| Wohnhaus                            | Hauptstraße 10 Lage                        | Anfang des 19. Jahrhunderts                   | eingeschossiges Fachwerkhaus, Anfang des 19. Jahrhunderts                                                                           | Fotos hochladen                |
| Evangelische Kirche                 | Hauptstraße 17 Lage                        | 1746                                          | kleiner barocker Saalbau, 1746, Architekt Philipp Heinrich Hellermann                                                               | weitere Bilder Fotos hochladen |
| Kriegerdenkmal                      | Hauptstraße, bei Nr. 17 Lage               | 1926                                          | Kriegerdenkmal 1914/18, Holzkreuz auf Sandsteinsockel, bezeichnet 1926                                                              | Fotos hochladen                |
| Rathaus                             | Hauptstraße 24 Lage                        | 18. Jahrhundert                               | ehemaliges Forstamt; fünfachsiger Massivbau, wohl aus dem 18. Jahrhundert, Mitte des 19. Jahrhunderts erhöht; bauliche Gesamtanlage | Fotos hochladen                |
| Hofanlage                           | Raiffeisenstraße 7 Lage                    | 1811                                          | Hofanlage; Fachwerk-Quereinhaus, bezeichnet 1811, Fachwerk-Wirtschaftsgebäude                                                       | Fotos hochladen                |
| Wohnhaus                            | Wegelnburger Straße 1 Lage                 | um 1820                                       | eingeschossiger Krüppelwalmdachbau, um 1820                                                                                         | Fotos hochladen                |